# Polystichum × meyeri
Polystichum × meyeri là một loài dương xỉ trong họ Dryopteridaceae. Loài này được Sleep & Reichst. mô tả khoa học đầu tiên năm 1967.
Danh pháp khoa học của loài này chưa được làm sáng tỏ. 